# Gobierno Autónomo Unido Mongol
El Gobierno Autónomo Unido Mongol fue un gobierno títere japonés en la Mongolia Interior desde 1937 hasta 1939.

## Historia
Después del incidente del Puente de Marco Polo, los mandos japoneses estaban ansiosas por enviar tropas a la Mongolia Interior, y el 14 de octubre de 1937, los japoneses capturaron Hohhot y el 17 de octubre, Baotou. El 27 de octubre, se llevó a cabo la 2.ª Conferencia de Mongolia en Hohhot con la asistencia de Japón, y el 28 se estableció el Gobierno Autónomo Unido Mongol junto con la Ley Provisional de Mongolia Interior, el Referéndum del Gobierno Autónomo de Mongolia Interior y la elección de Yondonwangchug como presidente del gobierno.
Junto con otros gobiernos títeres en Mongolia, como los gobiernos autónomos de Chahar del sur y Shanxi del norte, establecieron el Comité Conjunto Mongol-Jiangsu para administrar los asuntos generales dentro de la Mongolia Interior y Shanxi. El 1 de septiembre de 1939, los gobiernos dieron un paso más al establecer el gobierno de Mengjiang.

## Organización
El Gobierno Autónomo Unido Mongol se estableció en Hohhot con un presidente y un vicepresidente; "el presidente es el soberano del Gobierno Autónomo Unido Mongol; en caso de incidente, el presidente actuará en su nombre". También existía el Consejo de Gobierno responsable de todas las administraciones. El Consejo de Estado incluía el Ministerio de Asuntos Generales, el Ministerio de Finanzas y el Ministerio de Seguridad, cada uno con varios departamentos más pequeños.
Las subdivisiones del Gobierno Autónomo Unido Mongol, bajo la jurisdicción del Consejo de Asuntos Estatales, eran la Liga Ulan Chabu, la Liga Yikezhao, la Liga Chahar, la Liga Bayantala (establecida más tarde) y la Liga Xilin Gol, junto con la oficinas municipales de Hohhot y Baotou. Cada oficina de la liga tenía un líder de la liga, un líder adjunto y un oficial participante japonés.